# Karl Schneider (Architekt, 1892)

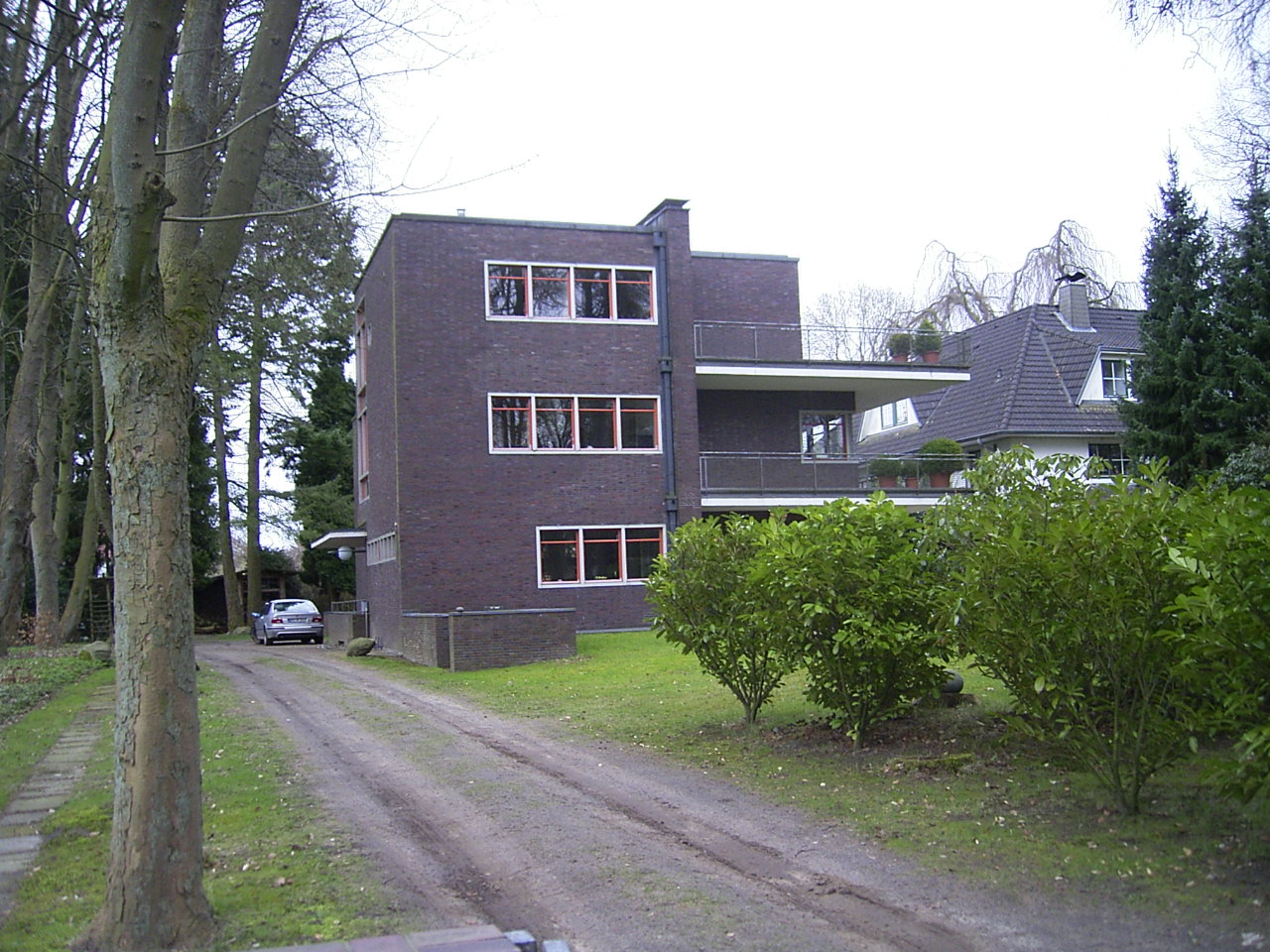
Ein Politikum war das Haus Müller-Drenkberg in der Bredenbekstraße 29 in Hamburg-Wohldorf-Ohlstedt. Der Bauherr brauchte 1928 für dieses damals avantgardistische Gebäude eine Sondergenehmigung von Oberbaudirektor Fritz Schumacher.

Karl Rudolf Schneider (* 15. Mai 1892 in Mainz; † 11. Dezember 1945 in Chicago) war ein deutscher Architekt und Designer, der ab 1921 in Hamburg selbständig tätig war und 1938 in die USA emigrierte.

## Leben und Wirken

### Kindheit und Ausbildung
Karl Schneider war der Sohn des Tischlers Josef Schneider und dessen Frau Elisabetha, geb. Rothermel, die ebenfalls aus einer Tischlerfamilie stammte. Von 1898 bis 1906 besuchte er die Volksschule und die Oberrealschule in Mainz. Von 1906 bis 1909 absolvierte er eine Lehre beim Mainzer Architekten und Bauunternehmer Jacob Secker. Anschließend besuchte er die Fachklasse für Architekturzeichner an der Kunstgewerbeschule Mainz.

### Erste berufliche Erfahrungen
Im Anschluss arbeitete Schneider um den Jahreswechsel 1911/12 für wenige Monate im Büro von Lossow und Kühne in Dresden, einer der großen Architekturfirmen jener Zeit. Von dort ging er nach Berlin ins Büro von Walter Gropius und Adolf Meyer. Das Büro Gropius war seit 1911 mit der architektonischen Ausarbeitung der Schuhleistenfabrik Fagus in Alfeld an der Leine beauftragt, die später zu einer Ikone des modernen Industriebaus werden sollte. Nach der kriegsbedingten Schließung des Büros 1914 war Karl Schneider 1915/16 im renommierten Atelier von Peter Behrens tätig, wo er auch den Architekten und Publizisten Heinrich de Fries kennenlernte. Hier in Berlin und Potsdam erlebte Karl Schneider den Aufbruch der modernen Architektur mit. Von 1916 bis 1919 leistete er Militärdienst mit anschließender Kriegsgefangenschaft.

### Wechsel nach Hamburg
Nach dem Krieg fand Karl Schneider zunächst eine Anstellung beim Berliner Architekten Heinrich Straumer, einem der meistbeschäftigten Architekten der Stadt. Im September 1920 heiratete er seine Verlobte Emma Leon; der Ehe entstammten später die Kinder Rudolf und Christel. Ebenfalls 1920 fasste Karl Schneider beruflich in Hamburg Fuß. Zwei Wettbewerbsprojekte zeugen von einer kurzzeitigen Mitarbeit bei Fritz Höger. Im Rahmen der Aufnahme seiner selbständigen Tätigkeit im Mai 1921 folgten Bauprojekte, die Karl Schneider in wechselnder Kooperation mit dem Regierungsbaumeister Karl Witte beziehungsweise dem Architekten Jakob Detlef Peters realisierte, so unter anderem die Arbeitersiedlung Wieman in Neumünster und das Haus Schluck in Volksdorf. Alleine setzte Karl Schneider in den Anfängen seiner Selbständigkeit nur kleinere Bauaufgaben um, daneben entwarf er Beiträge für Wettbewerbe und Studien. Von 1922/23 an zeichnete er dann für seine Bauprojekte alleine verantwortlich.

### Beruflicher Aufstieg und Erfolg
Über seine vielfältigen Kontakte zu Kunstkreisen lernte Karl Schneider die Bildhauerin und Unternehmergattin Elise „Ite“ Michaelsen kennen, für die und mit der er von 1923 bis 1924 das hoch über dem Elbufer gelegene Landhaus Michaelsen entwarf und baute. Dieses gilt als eines der frühesten Wohnhäuser in Deutschland, die nach der neuen Architekturauffassung realisiert wurden. Entsprechend bescherte dieser Bau dem jungen Architekten auch überregionale Beachtung. So wurde das Haus Michaelsen unter anderem auch 1925 im ersten Band der Bauhausbücher Internationale Architektur veröffentlicht.
Nach der Stabilisierung der wirtschaftlichen und politischen Lage sowie nach der Einführung der Hauszinssteuer im Jahr 1924 wurde der Geschosswohnungsbau stark vorangetrieben und zu einem zentralen Thema in Schneiders Schaffen. Mehrere erfolgreiche Teilnahmen an Wettbewerben im Großraum Hamburg im Jahr 1926 und insbesondere der 1. Preis im städtebaulichen Wettbewerb für die Jarrestadt bildeten die Grundlage seines Erfolges. Neben privaten Bauherren konnte Schneider nun auch Wohnungsbaugenossenschaften und -gesellschaften als Auftraggeber gewinnen. In der Folge realisierte Schneider (teils in Kooperation mit anderen Architekten) unter anderem den zentralen Wohnblock Raum in der Jarrestadt, die Wohnblöcke Burmeister in Winterhude mit ihren geschwungenen Fassaden, die Etagenwohnhäuser in Eidelstedt und am Bahrenfelder Marktplatz, diverse Großwohnbauten in Barmbek (Habichtstraße, Poßmoorweg), in Harburg und auch in Erfurt. Er widmete sich aber auch anderen Bauaufgaben wie dem in ein Wohn- und Geschäftshaus integrierten Kino Emelka-Palast in Eimsbüttel, der Turnhalle in Farmsen, mehreren Tankstellen, U-Bahn-Haltestellen (z. B. Hallerstraße), dem Fabrikgebäude der Firma Röntgenmüller sowie zahlreichen Einfamilienhäusern. Dabei entwickelte Schneider auf städtebaulicher und typologischer Ebene, aber auch bezüglich bautechnischer Konstruktionen und Innenausstattungen zahlreiche Innovationen. 1928 beteiligte er sich an der Gründung der Wohnungsbaugesellschaft Rationell, an der neben anderen auch Paul Frank beteiligt war.
Karl Schneider galt als seinerzeit progressivster Architekt Hamburgs. Er wurde 1926 in die Architektenvereinigung Der Ring aufgenommen, der neben Gropius und Behrens unter anderem auch die Gebrüder Taut, Erich Mendelsohn, Hans Scharoun, Ernst May und Ludwig Mies van der Rohe als Mitglieder angehörten.

### Zeitgenössische Rezeption
Seine Projekte ließ Karl Schneider vom Hamburger Fotografen Ernst Scheel dokumentieren, dessen Arbeiten in zahlreichen Veröffentlichungen zur zeitgenössischen Architektur abgedruckt wurden. 1929 erschien eine Monographie in der Reihe Neue Werkkunst, Herausgeber war Heinrich de Fries. 1931 erschien eine dem Werk Schneiders gewidmete Ausgabe der Zeitschrift Der Baumeister. Schneider engagierte sich stark für künstlerische Belange und war Mitglied der Hamburgischen Sezession sowie des Altonaer Künstlervereins. Hohes internationales Renommee erreichte er durch das von ihm verantwortete Gebäude des Hamburger Kunstvereins an der Neuen Rabenstraße (im 2. Weltkrieg zerstört). Das Modell hierfür war auch 1932 in der Ausstellung Modern Architecture. International Exhibition im Museum of Modern Art in New York zu sehen. Anlässlich einer Ausstellung von Bauten und Projekten Schneiders im Kunstverein 1931 betonte Fritz Schumacher in der Eröffnungsrede die individuelle Qualität und persönliche Handschrift des Architekten und unterstrich damit die exponierte Stellung Schneiders, aber auch sein Verdienst um die Hamburger Architektur in den 1920er Jahren.

### Umbrüche
Die 1929 einsetzende Wirtschaftskrise hatte eine erhebliche Verschlechterung der Auftragslage im Büro Schneiders zur Folge. Mitarbeiter mussten entlassen werden. Seine Professur an der Hamburger Landeskunstschule am Lerchenfeld ab 1930 bedeutete in diesem Zusammenhang eine willkommene finanzielle Absicherung für Schneider. Er übernahm die Leitung der Architekturklasse, die ihm jedoch schon im Frühjahr 1933 vorläufig und zum 1. September 1933 endgültig entzogen wurde. Als „Kulturbolschewist“ diffamiert konnte Karl Schneider nach 1933 nur noch wenige Bauten realisieren. 1935 wurde seine Ehe mit Emma Schneider geschieden und das von ihm errichtete eigene Wohnhaus an der Grünewaldstraße aus wirtschaftlichen Gründen verkauft.

### Emigration, Arbeiten in den USA
Im Januar 1938 folgte Karl Schneider seiner 1937 emigrierten Lebensgefährtin, der jüdischen Fotografin Ursula Wolff, nach Chicago. Ohne amerikanische Architektenlizenz konnte Schneider nicht als Architekt arbeiten. Dank der Vermittlung eines seiner früheren Mitarbeiter und einer Empfehlung von Walter Gropius gelangte er schließlich zu einer Anstellung beim Versand- und Warenhaushändler Sears, Roebuck & Co. Seiner Tätigkeit als Industriedesigner zwischen 1938 und 1942 entsprangen Entwürfe für eine Vielzahl von Gebrauchsgegenständen wie Möbel, Geschirr, Kochutensilien, Werkzeuge, Spielzeuge oder Armaturen – ein Œuvre, das bis heute noch wenig untersucht ist.
1942 heiratete Karl Schneider Ursula Wolff. Ab 1943 konnte er im Store Planning and Display Department von Sears, Roebuck and Co eine neue Stelle antreten und kümmerte sich fortan um den Entwurf von Kaufhäusern. Im Januar 1945 wurde Schneider in Illinois als Architekt zugelassen und trat im Frühjahr eine Stelle im Chicagoer Architekturbüro Loebl & Schlossman an. Im August erfolgte die Aufnahme in das renommierte American Institute of Architects. Kurz darauf erkrankte Karl Schneider schwer und starb im Dezember 1945 in Chicago.

### Nachlass
Im Zuge seiner Emigration musste Karl Schneider seine Zeichnungen, Pläne und Modelle sowie seine umfangreiche Bibliothek in Hamburg zurücklassen, wo sie 1943 bei Bombenangriffen verbrannten. Die von Schneider mit ins Exil genommenen Fotografien von Ernst Scheel sowie weitere Dokumente befinden sich im Getty Center, Santa Monica, Kalifornien. Das Karl Schneider Archiv Hamburg bewahrt Reproduktionen davon auf, dazu eine umfassende Materialsammlung zum Werk Karl Schneiders.

## Bauten (Auswahl)
- 1921–1922: Haus Schluck in Hamburg-Volksdorf, Mellenbergweg 83[1] (unter Denkmalschutz)
- 1921–1922: Bankhaus Jordan in Hamburg-Neustadt, Große Bleichen 36[1]
- 1922–1923: Landhaus Jordan in Ahrensburg bei Hamburg[1]
- 1923: Landhaus Michaelsen in Hamburg-Blankenese, Grotiusweg 77–79 (später Wohnsitz von Axel Springer, heute Puppenmuseum Falkenstein)[2]
- 1925: Geräteschuppen Garrels in Hamburg-Blankenese, Am Pumpenkamp 12[1] (abgerissen)
- 1925: Haus Lange in Hamburg-Barmbek, Wasmannstraße 31[1]
- 1925–1926: Haus Goebel in Hamburg-Blankenese, Charitas-Bischoff-Treppe 9[1]
- 1925–1928: Wohnhaus Bauer in Hamburg-Wohldorf, Duvenstedter Triftweg 1[3] (unter Denkmalschutz)
- 1927–1928: Zentraler Wohnblock Hanssensweg in der Jarrestadt[4]
- 1927–1928: Wohnblock in Hamburg-Barmbek, Habichtstraße[5] (unter Denkmalschutz)
- 1927–1928: Turnhalle in Hamburg-Farmsen (unter Denkmalschutz)
- 1927–1928: Wohnblock Burmeister in Hamburg-Winterhude, Maria-Louisen-Straße 63–67 und Dorotheenstraße 123 (unter Denkmalschutz)
- 1927–1928: Wohnblock Heußweg/Osterstraße in Hamburg-Eimsbüttel[6]
- 1927–1928: U-Bahn-Station Hallerstraße
- 1927–1928: Eigenes und selbst entworfenes Wohnhaus Karl Schneiders von 1928 bis 1935 in Hamburg-Bahrenfeld, Grünewaldstraße 11; die seit 2018 denkmalgeschützte Villa[7] wurde 2023 in den ursprünglichen Zustand rückgebaut[8]
- 1927–1928: Haus Spörhase, Baurstraße 74[9] (unter Denkmalschutz)[8]
- 1927–1928: Haus Römer in Hamburg-Othmarschen, Ernst-August-Straße 39 (1955 abgerissen)[10][11][1]
- 1927–1928: Großkino Emelka-Palast[12]
- 1928: Haus Blunk in Hamburg-Rissen, Gudrunstraße 66[1] (abgerissen)
- 1928: Haus Hecke in Schmalenbeck bei Hamburg, Ihlendieksweg 30[1] (unter Denkmalschutz)
- 1928–1929: Haus Müller-Drenkberg in Hamburg-Ohlstedt, Bredenbekstraße 29[13] (unter Denkmalschutz)
- 1928–1929: Reihenhäuser Lyserstraße in Hamburg-Bahrenfeld[14] (unter Denkmalschutz)
- 1928–1929: Unterwerk Stephansplatz in Hamburg
- 1929: Haus Ridder in Hamburg-Blankenese, Mörikestraße 19[1]
- 1929–1930: Haus Siebenhüner in Hamburg-Poppenbüttel[1]
- 1929–1930: Großwohnanlage in Hamburg-Harburg
- 1929–1930: Haus Lehmann in Hamburg-Duvenstedt, Duvenstedter Damm 4[1] (abgerissen)
- 1929–1930: Fabrikgebäude der Röntgenröhrenfabrik C. H. F. Müller in Hamburg-Fuhlsbüttel[15] (unter Denkmalschutz)
- 1929–1930: Haus Werner in Hamburg-Alsterdorf, Kirschenstieg 10 (unter Denkmalschutz)
- 1930: Haus Rittner in Hamburg-Stellingen, Koppelstraße 16[1]
- 1931: Wohnhaus Lattermann in Hamburg-Meiendorf, Schneisenstraße 17[16] (unter Denkmalschutz)
- 1932: Haus Praesent in Hamburg-Winterhude, Maria-Louisen-Straße139[1]
- 1932–1933: Haus Bührmann in Hamburg-Othmarschen, Borchlingweg 32[1]
- 1934: Haus Schlüter in Hamburg-Nienstedten, Newmans Park 9[1]
- 1936–1937: Umbau Haus Lachmann in Hamburg-Rotherbaum, Böttgerstraße 11[1]

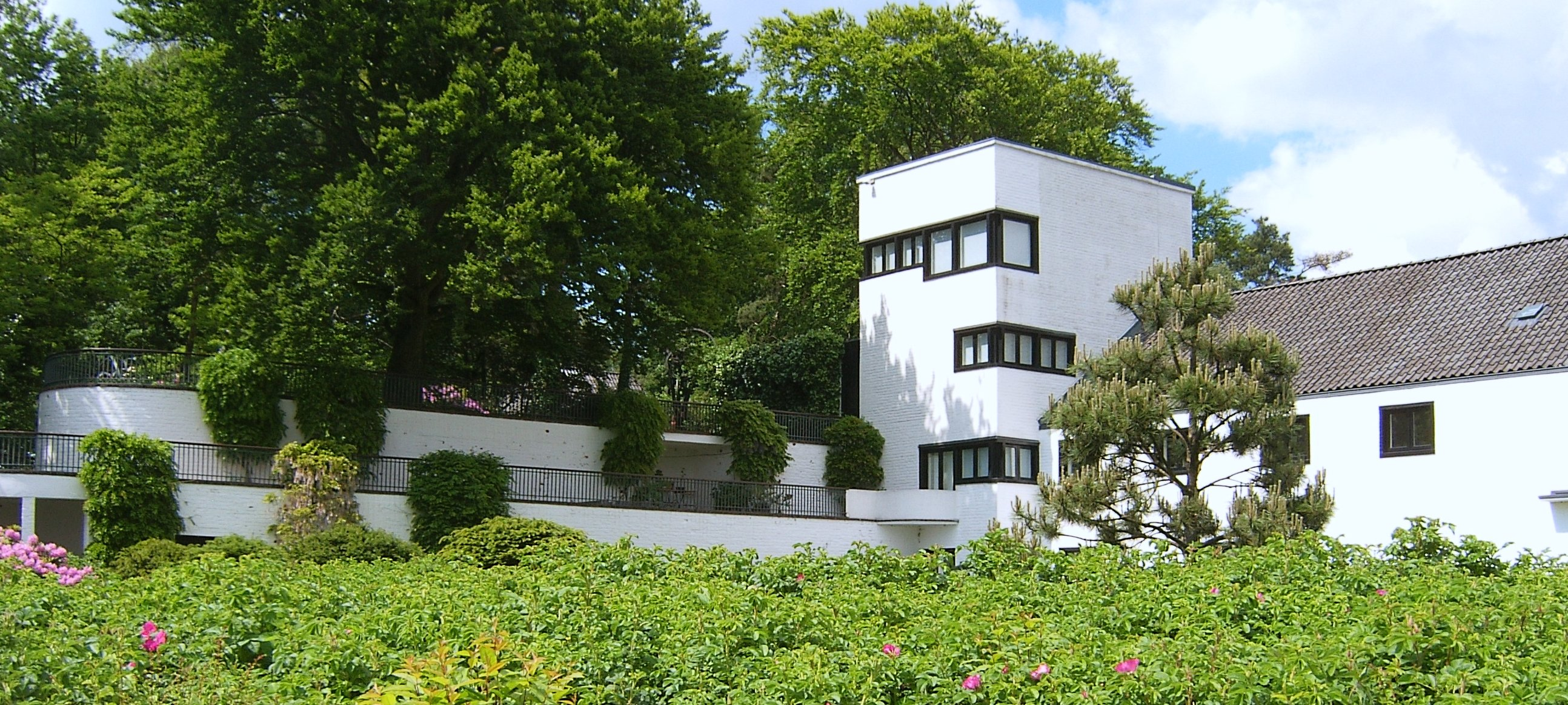
Landhaus Michaelsen in Hamburg-Blankenese
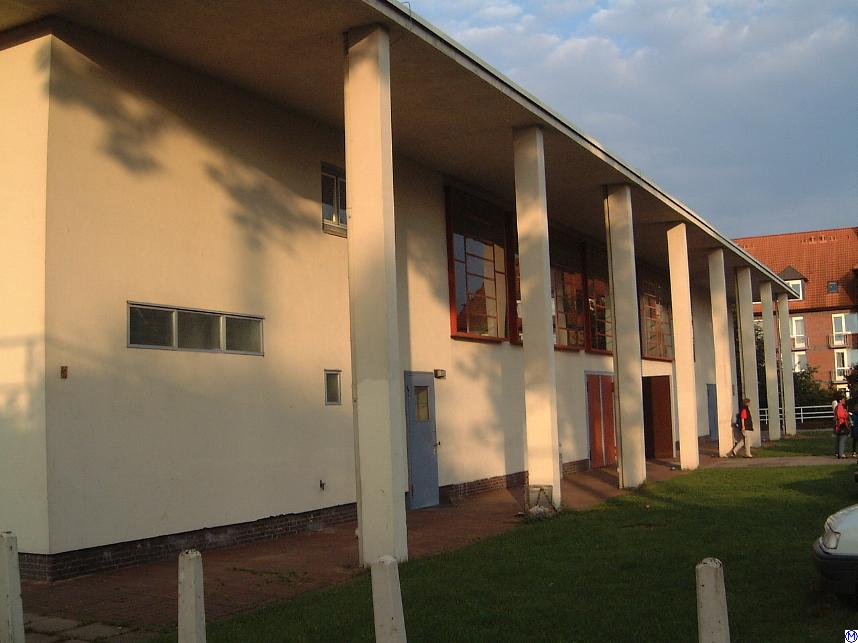
Karl-Schneider Halle in Hamburg-Farmsen
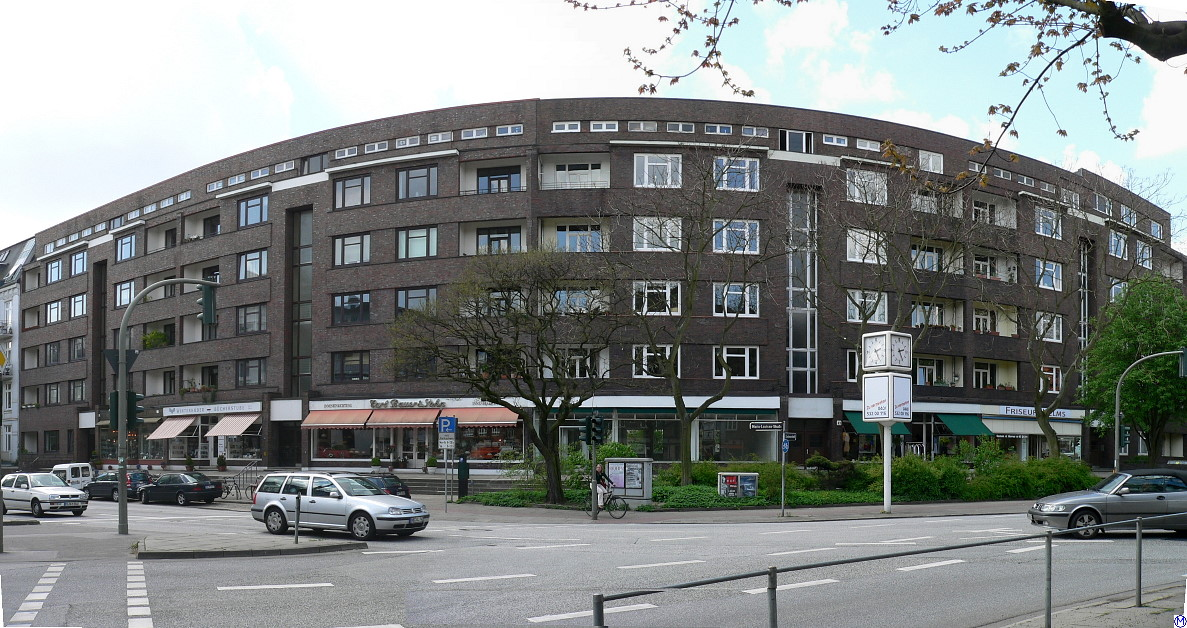
Wohnblock mit Läden Maria-Louisen-Str. 63–67, die sogenannten Burmeisterhäuser
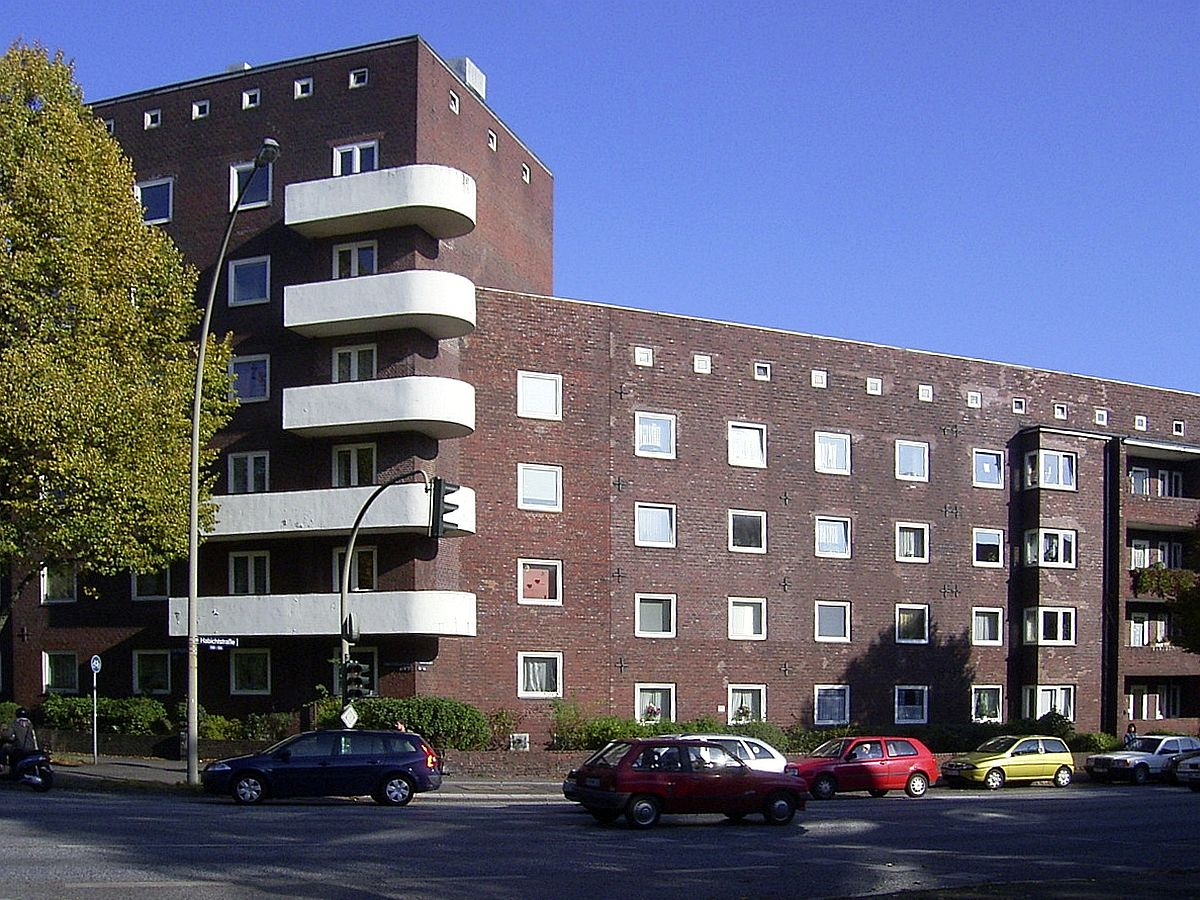
Wohnblock an der Habichtstraße
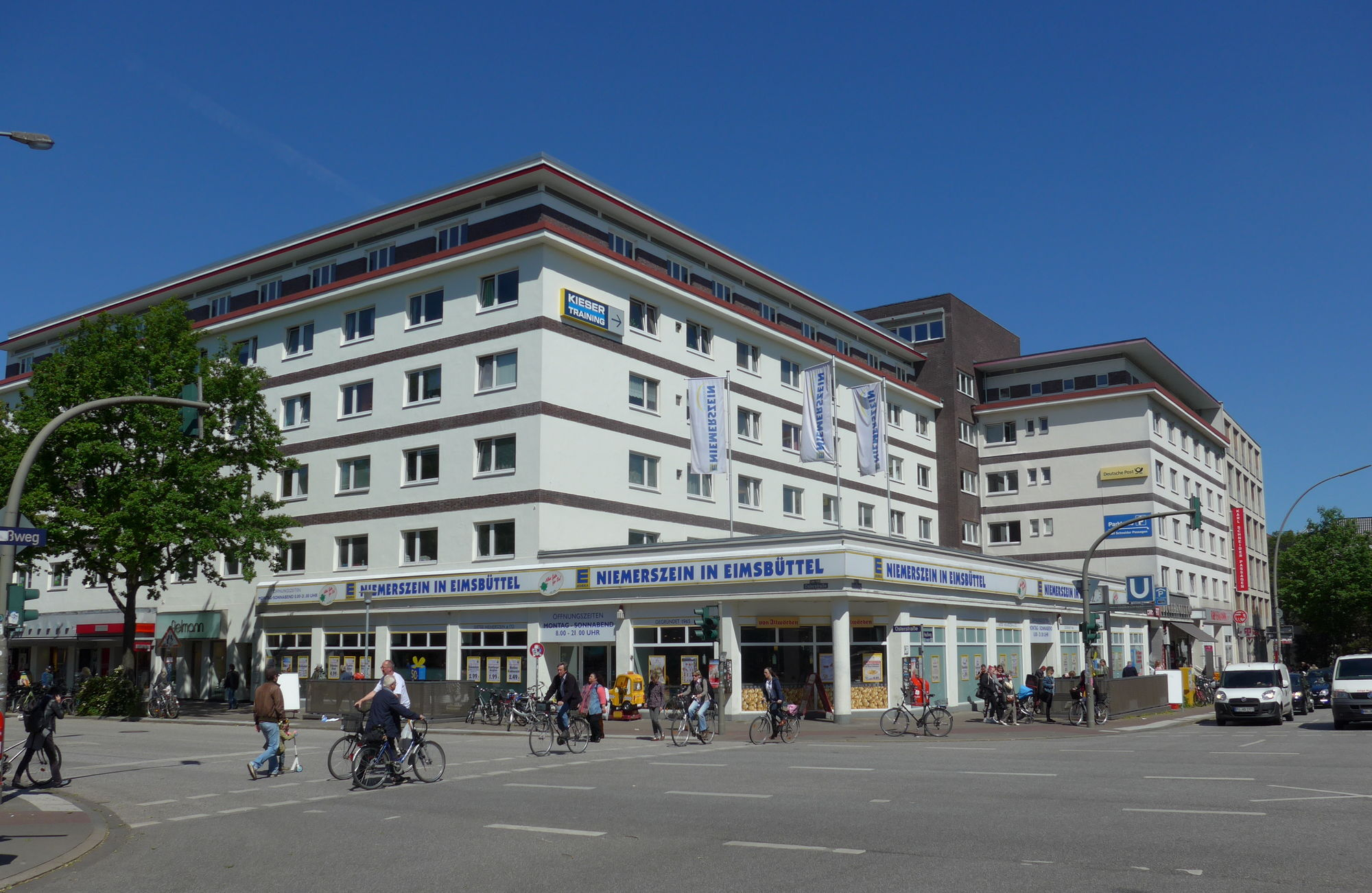
Heußweg/Osterstraße, ehemals befand sich darin das von Karl Schneider gestaltete Kino Emelka-Palast
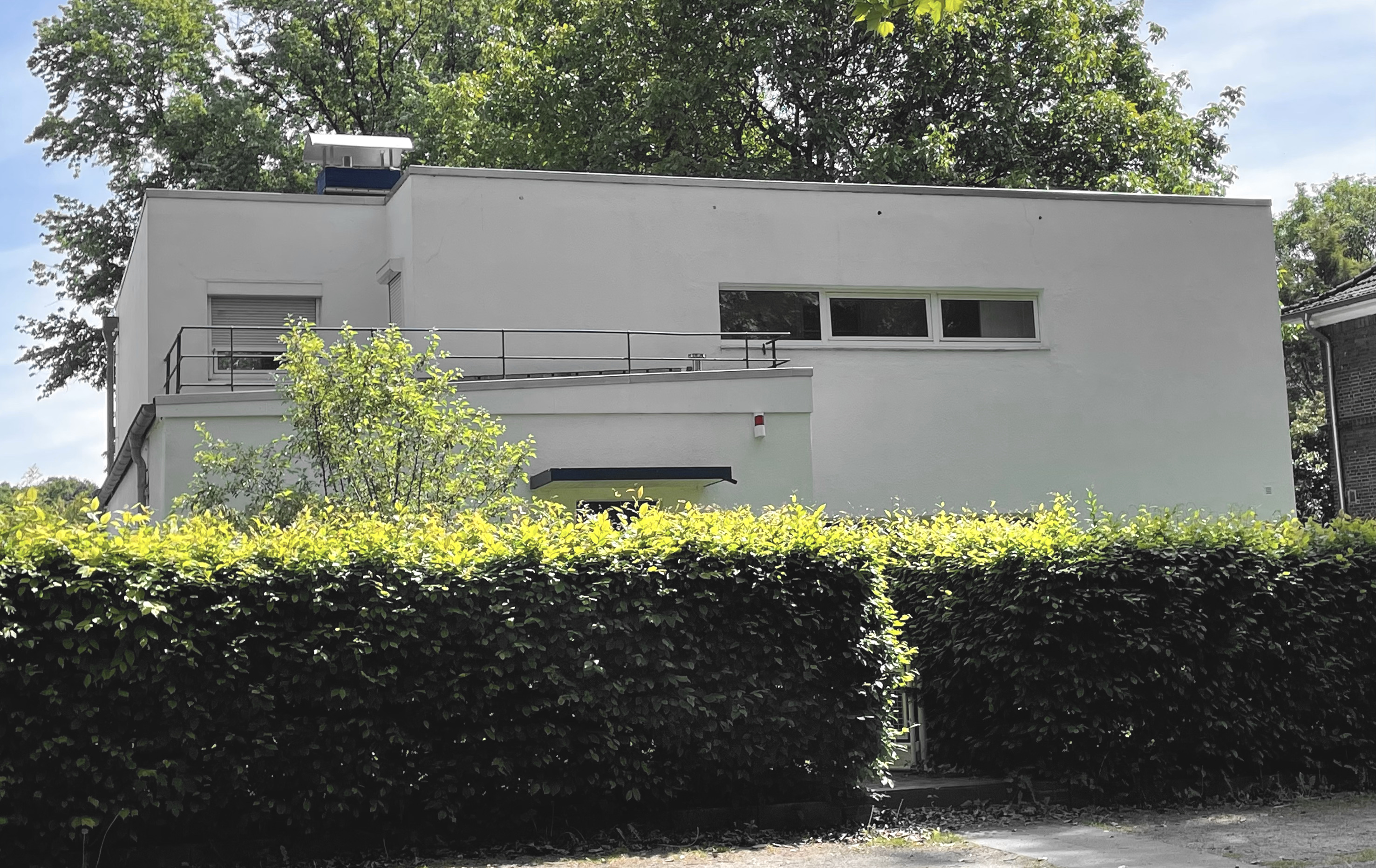
Baurstraße 74, Haus Spörhase
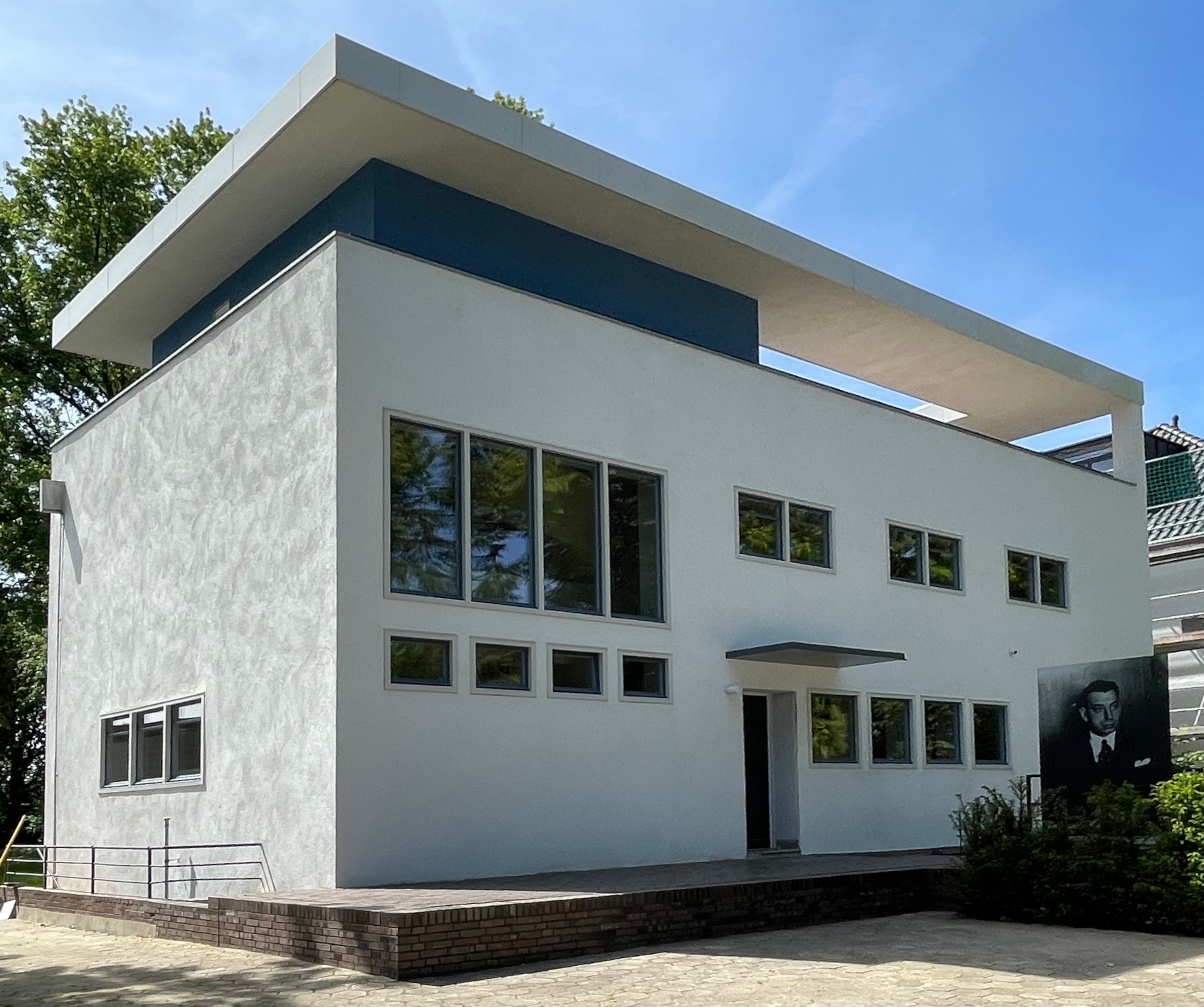
Wohnhaus Karl Schneider, Grünewaldstraße 11